# Слуцк
Слуцк (рус; блр. Слуцк) је град у Белорусији и административни је центар Слуцког рејона Минске области. Налази се на обалама реке Случ, десне притоке Припјата, на неких 100 км јужније од главног града земље Минска. Према процени из 2012. у граду је живело 61.436 становника. Око 30 км јужније је град Салигорск.

## Историја
Слуцк се први пут помиње у летописима из 1116. када је био део Туровске и Пинске књажевине, а 1160. постаје центар посебне Слуцке књажевине. У периоду 1320—1330. цела та област долази под власт Литванске књажевине. Године 1441. град Слуцк добија Магдебуршко право и постаје слободан град. У доцнијим периодима историје Слуцк постаје центар Пољске евангелистичке цркве, а гимназија која је у то време отворена постојала је све до 1918. године.
Током XVII века град је постао познат по својим ткачким мануфактурама и нарочито по скупоценим свиленим појасевима који су међу тадашњим племићима бии познати као слуцки појасеви (у основи одевни предмет пољског племства познат по имену жупан żupan).
Све до Другог светског рата основу популације Слуцка чинили су Јевреји, али су немачке окупаторске власти за само два дана 27. и 28. октобра 1941. готово уништили јеврејску популацију у граду убивши преко 4.000 Јевреја.

## Значајни староседеоци
- Фабијан Шантир (1887—1920) — белоруски писац, преводилац
- Иехуда Епстеин (1870—1945) — уметник
- Јазеп Дила (1880—1973) — белоруски прозни писац, драматург
- Ромуалд Иодко (1894—1974) — вајар, уметник
- Пјотр Кошел (р. 1946) — руски писац, историчар, преводилац

## Становништво
Према процени, у граду је 2012. живело 61.436 становника.
| 1979.  | 1989.  | 1999.  | 2009.  | 2012.  |
| ------ | ------ | ------ | ------ | ------ |
| 45.176 | 57.556 | 57.556 | 61.444 | 61.436 |

## Међународна сарадња
Град Слуцк има потписане уговоре о сарадњи са следећим градовима:
- Сисијан, Сјуник, Јерменија (од 2008)
- Шеки, Азербејџан (од 2009)
- Бровари, Кијевска област, Украјина (од 1992)
- Вувеј, Гансу, Кина
- Сан Ђовани Валдарно, Тоскана, Италија
- Сорока, Молдавија
- Фрјазино, Московска област, Русија
- Серпухов, Московска област, Русија
- Ржев, Тверска област, Русија